# Liste der olympischen Medaillengewinner aus Schweden/J–L
Bislang errangen schwedische Sportler insgesamt 690 olympische Medaillen (216 × Gold, 232 × Silber und 242 × Bronze).
Zurück zur Liste der olympischen Medaillengewinner aus Schweden
- Medaillengewinner A bis C
- Medaillengewinner D bis I
- Medaillengewinner M bis R
- Medaillengewinner S bis Ö

## Medaillengewinner

### J
- Hans Jacobson – Fechten (1-0-0)
Montreal 1976: Gold, Degen Team Männer
- Hugo Jahnke – Turnen (1-0-0)
London 1908: Gold, Teammehrkampf Männer
- Johan Jakobsson – Handball (0-1-0)
London 2012: Silber, Männer
- Sofia Jakobsson – Fußball (0-2-0)
Rio de Janeiro 2016: Silber, Frauen
Tokio 2020: Silber, Frauen
- Madelen Janogy – Fußball (0-1-0)
Tokio 2020: Silber, Frauen
- Axel Janse – Turnen (1-0-0)
Stockholm 1912: Gold, Schwedisches System Männer
- Axel Jansson – Schießen (0-1-0)
London 1908: Silber, Freies Gewehr Dreistellungskampf Team Männer
- Erik Jansson – Radsport (0-0-1)
Amsterdam 1928: Bronze, Teamfahren Männer
- Folke Jansson – Leichtathletik (0-1-0)
Antwerpen 1920: Silber, Dreisprung Männer
- Gustaf Jansson – Leichtathletik (0-0-1)
Helsinki 1952: Bronze, Marathon Männer
- John Jansson – Wasserspringen (0-1-2)
Stockholm 1912: Bronze, Turmspringen einfach Männer
Antwerpen 1920: Bronze, Turmspringen 3 m und 10 m Männer
Paris 1924: Silber, Turmspringen einfach Männer
- Nanna Jansson – Eishockey (0-1-1)
Salt Lake City 2002: Bronze, Frauen
Turin 2006: Silber, Frauen
- Rune Jansson – Ringen (0-0-1)
Melbourne 1956: Bronze, Mittelgewicht griechisch-römisch Männer
- Anders Jarl – Radsport (0-0-1)
Seoul 1988: Bronze, Teamzeitfahren Männer
- Johan Jarlén – Turnen (1-0-0)
London 1908: Gold, Teammehrkampf Männer
- Sixten Jernberg – Skilanglauf (4-3-2)
Cortina d’Ampezzo 1956: Gold, 50 km Männer
Cortina d’Ampezzo 1956: Silber, 15 km Männer
Cortina d’Ampezzo 1956: Silber, 30 km Männer
Cortina d’Ampezzo 1956: Bronze, 4 × 10-km-Staffel Männer
Squaw Valley 1960: Gold, 30 km Männer
Squaw Valley 1960: Silber, 15 km Männer
Innsbruck 1964: Gold, 50 km Männer
Innsbruck 1964: Gold, 4 × 10-km-Staffel Männer
Innsbruck 1964: Bronze, 15 km Männer
- Magnus Jernemyr – Handball (0-1-0)
London 2012: Silber, Männer
- Werner Jernström – Schießen (0-0-1)
Stockholm 1912: Bronze, Armeegewehr Team Männer
- Gunnar Jervill – Bogenschießen (0-1-0)
München 1972: Silber, Einzel Männer
- Bernt Johansson – Radsport (1-0-0)
Montreal 1976: Gold, Straßenrennen Männer
- Björn Johansson – Radsport (0-0-1)
Seoul 1988: Bronze, Teamzeitfahren Männer
- Claes Johanson – Ringen (2-0-0)
Stockholm 1912: Gold, Mittelgewicht griechisch-römisch Männer
Antwerpen 1920: Gold, Halbschwergewicht griechisch-römisch Männer
- Emma Johansson – Radsport (0-2-0)
Peking 2008: Silber, Straßenrennen Frauen
Rio de Janeiro 2016: Silber, Straßenrennen Frauen
- Erik Johansson – Eishockey (0-0-1)
Oslo 1952: Bronze, Männer
- Greta Johansson – Wasserspringen (1-0-0)
Stockholm 1912: Gold, Turmspringen Frauen
- Gustaf Johansson – Eishockey (0-1-0)
St. Moritz 1928: Silber, Männer
- Gösta Johansson – Eishockey (0-0-1)
Oslo 1952: Bronze, Männer
- Henry Johansson – Eishockey (0-1-0)
St. Moritz 1928: Silber, Männer
- Hjalmar Johansson – Wasserspringen (1-1-0)
London 1908: Gold, Turmspringen Männer
Stockholm 1912: Silber, Turmspringen einfach Männer
- Hugo Johansson – Schießen (2-0-3)
Stockholm 1912: Gold, Freies Gewehr Team Männer
Stockholm 1912: Bronze, Armeegewehr Team, Männer
Antwerpen 1920: Gold, Armeegewehr liegend Männer
Antwerpen 1920: Bronze, Armeegewehr liegend Team Männer
Antwerpen 1920: Bronze, Armeegewehr stehend Team Männer
- Ingemar Johansson – Leichtathletik (0-1-0)
London 1948: Silber, 10.000 m Gehen Männer
- Ingemar Johansson – Boxen (0-1-0)
Helsinki 1952: Bronze, Schwergewicht Männer
- Irma Johansson – Skilanglauf (1-0-1)
Cortina d’Ampezzo 1956: Bronze, 3 × 5-km-Staffel Frauen
Squaw Valley 1960: Gold, 3 × 5-km-Staffel Frauen
- Ivar Johansson – Ringen (3-0-0)
Los Angeles 1932: Gold, Mittelgewicht Freistil Männer
Los Angeles 1932: Gold, Weltergewicht griechisch-römisch Männer
Berlin 1936: Gold, Mittelgewicht griechisch-römisch Männer
- Kent-Olle Johansson – Ringen (0-1-0)
Los Angeles 1984: Silber, Federgewicht griechisch-römisch Männer
- Lennart Johansson – Eishockey (0-1-0)
Innsbruck 1964: Silber, Männer
- Mauritz Johansson – Schießen (0-1-1)
Paris 1924: Silber, Laufender Hirsch Einzelschuss Team Männer
Paris 1924: Bronze, Laufender Hirsch Doppelschuss Team Männer
- Marcus Johansson – Eishockey (0-1-0)
Sotschi 2014: Silber, Männer
- Mikael Johansson – Eishockey (0-0-1)
Calgary 1988: Bronze, Männer
- Nils Rune Johansson – Eishockey (0-1-0)
Innsbruck 1964: Silber, Männer
- Nils Åke Johansson – Eishockey (0-1-0)
St. Moritz 1928: Silber, Männer
- Per Johansson – Schwimmen (0-0-3)
Moskau 1980: Bronze, 100 m Freistil Männer
Los Angeles 1984: Bronze, 100 m Freistil Männer
Los Angeles 1984: 4 × 100-m-Freistil Männer
- Richard Johansson – Eiskunstlauf (0-1-0)
London 1908: Silber, Einzel Männer
- Roger Johansson – Eishockey (1-0-0)
Lillehammer 1994: Gold, Männer
- Rune Johansson – Eishockey (0-0-1)
Oslo 1952: Bronze, Männer
- Sven Johansson – Kanu (1-0-0)
Berlin 1936: Gold, Zweier-Kajak (Faltboot) 10.000 m Männer
- Sven Johansson – Eishockey (0-1-1)
Oslo 1952: Bronze, Männer
Innsbruck 1964: Silber, Männer
- Sven Johansson – Schießen (0-0-1)
Moskau 1980: Bronze, Kleinkaliber Dreistellungskampf Männer
- Thomas Johansson – Tennis (0-1-0)
Peking 2008: Silber, Doppel Männer
- Tomas Johansson – Ringen (0-1-1)
Seoul 1988: Bronze, Superschwergewicht griechisch-römisch Männer
Barcelona 1992: Silber, Superschwergewicht griechisch-römisch Männer
- Thure Johansson – Ringen (0-0-1)
London 1948: Bronze, Fliegengewicht Freistil Männer
- Ulf Johansson – Biathlon (0-0-1)
Albertville 1992: Bronze, 4 × 7,5-km-Staffel Männer
- Folke Johnson – Segeln (0-1-0)
Stockholm 1912: Silber, 12-Meter-Klasse Männer
- Hugo Johnson – Segeln (0-1-0)
London 1948: Silber, Drachen Männer
- Sven Johnson – Turnen (1-0-0)
Antwerpen 1920: Gold, Schwedisches System Männer
- Anders Johnsson – Schießen (0-1-0)
Antwerpen 1920: Silber, Armeerevolver Team Männer
- Georg Johnsson – Radsport (0-0-1)
Amsterdam 1928: Bronze, Teamfahren Männer
- Gustaf Johnsson – Turnen (1-0-0)
London 1908: Gold, Teammehrkampf Männer
- Rolf Johnsson – Turnen (1-0-0)
London 1908: Gold, Teammehrkampf Männer
- Carl Jonsson – Tauziehen (1-0-0)
Stockholm 1912: Gold, Männer
- Gustaf Jonsson – Skilanglauf (0-1-0)
St. Moritz 1928: Silber, 50 km Männer
- Gustaf Adolf Jonsson – Schießen (1-1-1)
London 1908: Silber, Freies Gewehr Dreistellungskampf Team Männer
Stockholm 1912: Gold, Freies Gewehr Team Männer
Antwerpen 1920: Bronze, Armeegewehr liegend Team Männer
- Henry Jonsson – Leichtathletik (0-0-1)
Berlin 1936: Bronze, 5000 m Männer
- Jonas Jonsson – Schießen (0-0-1)
London 1948: Bronze, Kleinkaliber liegend Männer
- Niklas Jonsson – Skilanglauf (0-1-0)
Nagano 1998: Silber, 50 km Freistil Männer
- Sven-Olof Jonsson – Turnen (1-0-0)
Antwerpen 1920: Gold, Schwedisches System Männer
- Tomas Jonsson – Eishockey (1-0-1)
Lake Placid 1980: Bronze, Männer
Lillehammer 1994: Gold, Männer
- Enar Josefsson – Skilanglauf (0-0-1)
Oslo 1952: Bronze, 4 × 10-km-Staffel Männer
- Patrik Juhlin – Eishockey (1-0-0)
Lillehammer 1994: Gold, Männer
- Harald Julin – Wasserball, Schwimmen (0-1-3)
London 1908: Bronze, Wasserball Männer
London 1908: Bronze, 100 m Freistil Männer
Stockholm 1912: Silber, Wasserball Männer
Antwerpen 1920: Bronze, Wasserball Männer
- Magda Julin – Eiskunstlauf (1-0-0)
Antwerpen 1920: Gold, Einzel Frauen
- Anders Järryd – Tennis (0-0-1)
Seoul 1988: Bronze, Doppel Männer
- Louise Jöhncke – Schwimmen (0-0-1)
Sydney 2000: Bronze, 4 × 100-m-Freistil Frauen
- Emil Jönsson – Skilanglauf (0-0-2)
Sotschi 2014: Bronze, Teamsprint Männer
Sotschi 2014: Bronze, Sprint Männer
- Jan Jönsson – Reiten (0-0-1)
München 1972: Bronze, Vielseitigkeit Einzel
- Jörgen Jönsson – Eishockey (2-0-0)
Lillehammer 1994: Gold, Männer
Turin 2006: Gold, Männer
- Kenny Jönsson – Eishockey (2-0-0)
Lillehammer 1994: Gold, Männer
Turin 2006: Gold, Männer

### K
- Charlotte Kalla – Skilanglauf (3-6-0)
Vancouver 2010: Gold, 10 km Freistil Frauen
Vancouver 2010: Silber, Teamsprint Frauen
Sotschi 2014: Silber, 10 km klassisch Frauen
Sotschi 2014: Silber, 15 km Skiathlon Frauen
Sotschi 2014: Gold, 4 × 5-km-Staffel Frauen
Pyeongchang 2018: Silber, Teamsprint Frauen
Pyeongchang 2018: Silber, 10 km klassisch Frauen
Pyeongchang 2018: Gold, 15 km Skiathlon Frauen
Pyeongchang 2018: Silber, 4 × 5-km-Staffel Frauen
- Anna-Karin Kammerling – Schießen (0-0-1)
Sydney 2000: Bronze, 4 × 100-m-Freistil Frauen
- Sigurd Kander – Segeln (0-1-0)
Stockholm 1912: Silber, 12-Meter-Klasse Männer
- Nils von Kantzow – Turnen (1-0-0)
London 1908: Gold, Teammehrkampf Männer
- Ernst Karlberg – Eishockey (0-1-0)
St. Moritz 1928: Silber, Männer
- Maude Karlén – Turnen (0-1-0)
Melbourne 1956: Silber, Gruppengymnastik Frauen
- Tommy Karls – Kanu (0-1-0)
Los Angeles 1984: Silber, Vierer-Kajak 1000 m Männer
- Arne Karlsson – Segeln (0-1-0)
Tokio 1964: Silber, 5,5-Meter-R-Klasse Männer
- Einar Karlsson – Ringen (0-0-2)
Los Angeles 1932: Bronze, Federgewicht Freistil Männer
Berlin 1936: Bronze, Federgewicht griechisch-römisch Männer
- Eva Karlsson – Kanu (0-1-0)
Los Angeles 1984: Silber, Vierer-Kajak 500 m Frauen
- Erik Karlsson – Eishockey (0-1-0)
Sotschi 2014: Silber, Männer
- Frida Karlsson – Skilanglauf (0-0-1)
Peking 2022: Bronze, 4 × 5-km-Staffel Frauen
- Hjalmar Karlsson – Segeln (1-0-0)
Melbourne 1956: Gold, 5,5-Meter-R-Klasse Männer
- Jan Karlsson – Radsport (0-0-1)
Seoul 1988: Bronze, Teamzeitfahren Männer
- Jan Karlsson – Ringen (0-1-1)
München 1972: Silber, Weltergewicht Freistil Männer
München 1972: Bronze, Weltergewicht griechisch-römisch Männer
- Lars Karlsson – Eishockey (0-0-1)
Calgary 1988: Bronze, Männer
- Nils Karlsson – Skilanglauf (1-0-0)
St. Moritz 1948: Gold, 50 km Männer
- Tobias Karlsson – Handball (0-1-0)
London 2012: Silber, Männer
- Petrus Kastenman – Reiten (1-0-0)
Stockholm 1956: Gold, Vielseitigkeit Einzel
- Per Kaufeldt – Fußball (0-0-1)
Paris 1924: Bronze, Männer
- Tore Keller – Fußball (0-0-1)
Paris 1924: Bronze, Männer
- Carl Kempe – Tennis (0-1-0)
Stockholm 1912: Silber, Doppel (Halle) Männer
- Mats Kihlström – Eishockey (0-0-1)
Calgary 1988: Bronze, Männer
- Gustaf Kilman – Reiten (1-0-0)
Stockholm 1912: Gold, Springreiten Team
- Per Kinde – Schießen (0-0-1)
Antwerpen 1920: Bronze, Tontaubenschießen Team Männer
- Viktor Kjäll – Curling (0-0-1)
Sotschi 2014: Bronze, Männer
- Patric Kjellberg – Eishockey (1-0-0)
Lillehammer 1994: Gold, Männer
- Gustaf Klarén – Ringen (0-0-1)
Los Angeles 1932: Bronze, Leichtgewicht Freistil Männer
- Lennart Klingström – Kanu (1-0-0)
London 1948: Gold, Zweier-Kajak 1000 m Männer
- Carolina Klüft – Leichtathletik (1-0-0)
Athen 2004: Gold, Siebenkampf Frauen
- Bo Knape – Segeln (0-1-0)
München 1972: Silber, Soling Männer
- Ulrika Knape – Wasserspringen (1-2-0)
München 1972: Gold, 10 m Turmspringen Frauen
München 1972: Silber, 3 m Kunstspringen Frauen
Montreal 1976: Silber, 10 m Turmspringen Frauen
- Arvid Knöppel – Schießen (1-0-0)
London 1908: Gold, Laufender Hirsch Einzelschuss Team Männer
- Agnes Knochenhauer – Curling (0-1-1)
Sotschi 2014: Silber, Frauen
Peking 2022: Bronze, Frauen
- Rudolf Kock – Fußball (0-0-1)
Paris 1924: Bronze, Männer
- Benny Kohlberg – Skilanglauf (1-0-0)
Sarajevo 1984: Gold, 4 × 10-km-Staffel Männer
- Torbjörn Kornbakk – Tischtennis (0-0-1)
Barcelona 1992: Bronze, Weltergewicht griechisch-römisch Männer
- Sebastian Kraupp – Curling (0-0-1)
Sotschi 2014: Bronze, Männer
- Carl August Kronlund – Curling (0-1-0)
Chamonix 1924: Silber, Männer
- Niklas Kronwall – Eishockey (1-1-0)
Turin 2006: Gold, Männer
Sotschi 2014: Silber, Männer
- Stefan Krook – Segeln (0-1-0)
München 1972: Silber, Soling Männer
- Marcus Krüger – Eishockey (0-1-0)
Sotschi 2014: Silber, Männer
- Boo Kullberg – Turnen (1-0-0)
Stockholm 1912: Gold, Schwedisches System Männer
- Emma Kullberg – Fußball (0-1-0)
Tokio 2020: Silber, Frauen
- Torsten Kumfeldt – Wasserball (0-1-2)
London 1908: Bronze, Männer
Stockholm 1912: Silber, Männer
Antwerpen 1920: Bronze, Männer
- Jonas Källman – Handball (0-1-0)
London 2012: Silber, Männer
- Claës König – Reiten (1-1-0)
Antwerpen 1920: Gold, Springreiten Team
Paris 1924: Silber, Vielseitigkeit Team

### L
- Michel Lafis – Radsport (0-0-1)
Seoul 1988: Bronze, Teamzeitfahren Männer
- Bengt Lagercrantz – Schießen (0-1-0)
Antwerpen 1920: Silber, Laufender Hirsch Doppelschuss Team Männer
- Leonard Lagerlöf – Schießen (0-1-1)
Antwerpen 1920: Silber, Kleinkaliber Team Männer
Antwerpen 1920: Bronze, Armeegewehr stehend Team Männer
- Iwan Lamby – Segeln (0-1-0)
Stockholm 1912: Silber, 8-Meter-Klasse Männer
- Sven Landberg – Turnen (2-0-0)
London 1908: Gold, Teammehrkampf Männer
Stockholm 1912: Gold, Schwedisches System Männer
- Fredric Landelius – Schießen (0-3-2)
Antwerpen 1920: Silber, Laufender Hirsch Doppelschuss Männer
Antwerpen 1920: Silber, Laufender Hirsch Doppelschuss Team Männer
Antwerpen 1920: Bronze, Tontaubenschießen Team Männer
Paris 1924: Silber, Laufender Hirsch Einzelschuss Team Männer
Paris 1924: Bronze, Laufender Hirsch Doppelschuss Team Männer
- Gabriel Landeskog – Eishockey (0-1-0)
Sotschi 2014: Silber, Männer
- Olle Lanner – Turnen (1-0-0)
London 1908: Gold, Teammehrkampf Männer
- Jonas Larholm – Handball (0-1-0)
London 2012: Silber, Männer
- Anders Larsson – Ringen (1-0-0)
Antwerpen 1920: Gold, Halbschwergewicht Freistil Männer
- Andreas Larsson – Handball (0-2-0)
Atlanta 1996: Silber, Männer
Sydney 2000: Silber, Männer
- Bernhard Larsson – Schießen (1-0-1)
Stockholm 1912: Gold, Freies Gewehr Team Männer
Stockholm 1912: Bronze, Armeegewehr Team Männer
- Erik Larsson – Skilanglauf (1-0-1)
Garmisch-Partenkirchen 1936: Gold, 18 km Männer
Garmisch-Partenkirchen 1936: Bronze, 4 × 10-km-Staffel Männer
- Erik Larsson – Eishockey (0-1-0)
St. Moritz 1928: Silber, Männer
- Erik Larsson – Tauziehen (1-0-0)
Stockholm 1912: Gold, Männer
- Gunnar Larsson – Schwimmen (2-0-0)
München 1972: Gold, 200 m Lagen Männer
München 1972: Gold, 400 m Lagen Männer
- Gunnar Larsson – Skilanglauf (0-1-1)
Grenoble 1968: Silber, 4 × 10-km-Staffel Männer
Grenoble 1968: Bronze, 15 km Männer
- Gustav Larsson – Radsport (0-1-0)
Peking 2008: Silber, Einzelzeitfahren Männer
- Göran Larsson – Schwimmen (0-0-1)
Helsinki 1952: Bronze, 100 m Freistil Männer
- Helge Larsson – Kanu (0-0-1)
Berlin 1936: Bronze, Zweier-Kajak 10.000 m Männer
- Lennart Larsson – Skilanglauf (0-0-1)
Cortina d’Ampezzo 1956: Bronze, 4 × 10-km-Staffel Männer
- Maria Larsson – Eishockey (0-0-1)
Salt Lake City 2002: Bronze, Frauen
- Mats Larsson – Skilanglauf (0-0-1)
Turin 2006: Bronze, 4 × 10-km-Staffel Männer
- Olof Larsson – Rudern (0-1-0)
Melbourne 1956: Silber, Vierer mit Steuermann Männer
- Oliver Ekman Larsson – Eishockey (0-1-0)
Sotschi 2014: Silber, Männer
- Per-Erik Larsson – Skilanglauf (0-0-1)
Cortina d’Ampezzo 1956: Bronze, 4 × 10-km-Staffel Männer
- Rune Larsson – Leichtathletik (0-0-2)
London 1948: Bronze, 400 m Hürden Männer
London 1948: Bronze, 4 × 400-m-Staffel Männer
- Åke Lassas – Eishockey (0-0-1)
Oslo 1952: Bronze, Männer
- Arvid Laurin – Segeln (0-1-0)
Berlin 1936: Silber, Star Männer
- Erik de Laval – Moderner Fünfkampf, Fechten (0-1-0)
Antwerpen 1920: Silber, Männer
- Georg de Laval – Schießen, Moderner Fünfkampf (0-1-1)
Stockholm 1912: Silber, Freie Pistole Team Männer
Stockholm 1912: Bronze, Moderner Fünfkampf Männer
- Börje Leander – Fußball (1-0-0)
London 1948: Gold, Männer
- Thomas Lejdström – Schwimmen (0-0-1)
Los Angeles 1984: Bronze, 4 × 100-m-Freistil Männer
- Eric Lemming – Leichtathletik (3-0-0)
London 1908: Gold, Speerwurf Mittelgriff Männer
London 1908: Gold, Speerwurf freier Stil Männer
Stockholm 1912: Gold, Speerwurf Männer
- Anna Le Moine – Curling (2-0-0)
Turin 2006: Gold, Frauen
Vancouver 2010: Gold, Frauen
- Klas Lestander – Biathlon (1-0-0)
Squaw Valley 1960: Gold, 20 km Männer
- Carl Gustaf Lewenhaupt – Reiten (0-1-1)
Antwerpen 1920: Bronze, Springreiten Einzel
Paris 1924: Silber, Vielseitigkeit Team
- Gustaf Lewenhaupt – Reiten (1-0-0)
Stockholm 1912: Gold, Springreiten Team
- Ann-Britt Leyman – Leichtathletik (0-0-1)
London 1948: Bronze, Weitsprung Frauen
- Jimmy Lidberg – Ringen (0-0-1)
London 2012: Bronze, griechisch-römisch Schwergewicht Männer
- Nicklas Lidström – Eishockey (1-0-0)
Turin 2006: Gold, Männer
- Nils Liedholm – Fußball (1-0-0)
London 1948: Gold, Männer
- Hans Liljedahl – Schießen (0-0-1)
Helsinki 1952: Bronze, Tontaubenschießen Männer
- Patrik Liljestrand – Handball (0-1-0)
Barcelona 1992: Silber, Männer
- Josefin Lillhage – Schießen (0-0-1)
Sydney 2000: Bronze, 4 × 100-m-Freistil Frauen
- Gösta Lilliehöök – Moderner Fünfkampf (1-0-0)
Stockholm 1912: Gold, Einzel Männer
- Björn Lind – Skilanglauf (2-0-0)
Turin 2006: Gold, Sprint Freistil Männer
Turin 2006: Gold, Teamsprint Männer
- Carl Johan Lind – Leichtathletik (0-1-1)
Antwerpen 1920: Silber, Hammerwurf Männer
Antwerpen 1920: Bronze, Gewichtweitwurf Männer
- Cathrine Lindahl – Curling (2-0-0)
Turin 2006: Gold, Frauen
Vancouver 2010: Gold, Frauen
- Hedvig Lindahl – Fußball (0-2-0)
Rio de Janeiro 2016: Silber, Frauen
Tokio 2020: Silber, Frauen
- Karl Lindahl – Turnen (1-0-0)
Antwerpen 1920: Gold, Schwedisches System Männer
- Margaretha Lindahl – Curling (0-0-1)
Nagano 1998: Bronze, Frauen
- Fredrik Lindberg – Curling (0-0-1)
Sotschi 2014: Bronze, Männer
- Karin Lindberg – Turnen (1-1-0)
Helsinki 1952: Gold, Gruppengymnastik Frauen
Melbourne 1956: Silber, Gruppengymnastik Frauen
- Knut Lindberg – Leichtathletik (0-1-0)
Stockholm 1912: Silber, 4 × 100-m-Staffel Männer
- Sigfrid Lindberg – Fußball (0-0-1)
Paris 1924: Bronze, Männer
- Torsten Lindberg – Fußball (1-0-0)
London 1948: Gold, Männer
- Vigor Lindberg – Fußball (0-0-1)
Paris 1924: Bronze, Männer
- Ylva Lindberg – Eishockey (0-1-1)
Salt Lake City 2002: Bronze, Frauen
Turin 2006: Silber, Frauen
- Pelle Lindbergh – Eishockey (0-0-1)
Lake Placid 1980: Bronze, Männer
- Gustaf Lindblom – Leichtathletik (1-0-0)
Stockholm 1912: Gold, Dreisprung Männer
- Göran Lindblom – Eishockey (0-0-1)
Sarajevo 1984: Bronze, Männer
- Bertil Linde – Eishockey (0-1-0)
St. Moritz 1928: Silber, Männer
- Erik Lindén – Ringen (0-0-1)
London 1948: Bronze, Mittelgewicht Freistil Männer
- Ernst Linder – Reiten (1-0-0)
Paris 1924: Gold, Dressur Einzel
- Marie Lindgren – Freestyle-Skiing (0-1-0)
Lillehammer 1994: Silber, Aerials Frauen
- Ola Lindgren – Handball (0-3-0)
Barcelona 1992: Silber, Männer
Atlanta 1996: Silber, Männer
Sydney 2000: Silber, Männer
- Victor Lindgren – Schießen (0-1-0)
Paris 2024: Silber, Luftgewehr Männer
- Erik Lindh – Tischtennis (0-0-1)
Seoul 1988: Bronze, Einzel Männer
- Gösta Lindh – Fußball (0-0-1)
Helsinki 1952: Bronze, Männer
- Bo Lindman – Moderner Fünfkampf (1-2-0)
Paris 1924: Gold, Einzel Männer
Amsterdam 1928: Silber, Einzel Männer
Los Angeles 1932: Silber, Einzel Männer
- Edmund Lindmark – Turnen (1-0-0)
Antwerpen 1920: Gold, Schwedisches System Männer
- Peter Lindmark – Eishockey (0-0-1)
Calgary 1988: Bronze, Männer
- Erik Lindqvist – Segeln (0-1-0)
Stockholm 1912: Silber, 12-Meter-Klasse Männer
- Jenny Lindqvist – Eishockey (0-1-0)
Turin 2006: Silber, Frauen
- Sven Lindqvist – Fußball (0-0-1)
Paris 1924: Bronze, Männer
- Torsten Lindqvist – Moderner Fünfkampf (0-1-0)
Helsinki 1952: Silber, Team Männer
- Fredrik Lindström – Biathlon (1-0-0)
Pyeongchang 2018: Gold, 4 × 7,5-km-Staffel Männer
- Gunnar Lindström – Leichtathletik (0-1-0)
Paris 1924: Silber, Speerwurf Männer
- Herbert Lindström – Tauziehen (1-0-0)
Stockholm 1912: Gold, Männer
- Ulrica Lindström – Eishockey (0-0-1)
Salt Lake City 2002: Bronze, Frauen
- Stefan Liv – Eishockey (1-0-0)
Turin 2006: Gold, Männer
- Axel Ljung – Turnen (1-0-0)
London 1908: Gold, Teammehrkampf Männer
- Benni Ljungbeck – Ringen (0-0-1)
Moskau 1980: Bronze, Bantamgewicht griechisch-römisch Männer
- Mikael Ljungberg – Ringen (1-0-1)
Atlanta 1996: Bronze, Schwergewicht griechisch-römisch Männer
Atlanta 2000: Gold, Schwergewicht griechisch-römisch Männer
- Carina Ljungdahl – Schwimmen (0-1-0)
Moskau 1980: Silber, 4 × 100-m-Freistil Frauen
- John Ljunggren – Leichtathletik (1-1-1)
London 1948: Gold, 50 km Gehen Männer
Melbourne 1956: Bronze, 50 km Gehen Männer
Rom 1960: Silber, 50 km Gehen Männer
- Bengt Ljungquist – Fechten (0-1-1)
London 1948: Bronze, Degen Team Männer
Helsinki 1952: Silber, Degen Team Männer
- Bobby Lohse – Segeln (0-1-0)
Atlanta 1996: Silber, Star Männer
- Charles Lomberg – Leichtathletik (0-1-0)
Stockholm 1912: Silber, Zehnkampf Männer
- Håkan Loob – Eishockey (1-0-0)
Lillehammer 1994: Gold, Männer
- Torsten Lord – Segeln (0-0-2)
Berlin 1936: Bronze, 6-Meter-Klasse Männer
London 1948: Bronze, 6-Meter-Klasse Männer
- Harald Lückner – Eishockey (0-0-1)
Lake Placid 1980: Bronze, Männer
- Eva Lund – Curling (2-0-0)
Turin 2006: Gold, Frauen
Vancouver 2010: Gold, Frauen
- Kristina Lundberg – Eishockey (0-1-0)
Turin 2006: Silber, Frauen
- Ragnar Lundberg – Leichtathletik (0-0-1)
Helsinki 1952: Bronze, Stabhochsprung Männer
- Sigfrid Lundberg – Radsport (0-1-0)
Antwerpen 1920: Silber, Teamfahren Männer
- Janne Lundblad – Reiten (1-1-0)
Antwerpen 1920: Gold, Dressur Einzel
Amsterdam 1928: Silber, Dressur Team
- Sven-Åke Lundbäck – Skilanglauf (1-0-0)
Sapporo 1972: Gold, 15 km Männer
- Åke Lundeberg – Schießen (2-1-0)
Stockholm 1912: Gold, Laufender Hirsch Einzelschuss Team Männer
Stockholm 1912: Gold, Laufender Hirsch Doppelschuss Männer
Stockholm 1912: Silber, Laufender Hirsch Einzelschuss Männer
- Humbert Lundén – Segeln (1-0-0)
Stockholm 1912: Gold, 10-Meter-Klasse Männer
- Sven Lundgren – Leichtathletik (0-0-1)
Antwerpen 1920: Bronze, 3000 m Team Männer
- Bengt Lundholm – Eishockey (0-0-1)
Lake Placid 1980: Bronze, Männer
- Evert Lundquist – Fußball (0-0-1)
Paris 1924: Bronze, Männer
- Gösta Lundquist – Segeln (1-0-0)
Antwerpen 1920: Gold, 30-m²-Klasse Männer
- Kurt Lundquist – Leichtathletik (0-0-1)
London 1948: Bronze, 4 × 400-m-Staffel Männer
- Sven Lundquist – Schießen (0-0-1)
London 1948: Bronze, Schnellfeuerpistole Männer
- Erik Lundqvist – Leichtathletik (1-0-0)
Amsterdam 1928: Gold, Speerwurf Männer
- Erik Lundqvist – Schießen (0-0-1)
Antwerpen 1920: Bronze, Tontaubenschießen Team
- Henrik Lundqvist – Eishockey (1-1-0)
Turin 2006: Gold, Männer
Sotschi 2014: Silber, Männer
- Per Lundqvist – Eishockey (0-0-1)
Lake Placid 1980: Bronze, Männer
- Martin Lundström – Skilanglauf (2-0-1)
St. Moritz 1948: Gold, 18 km Männer
St. Moritz 1948: Gold, 4 × 10-km-Staffel Männer
Oslo 1952: Bronze, 4 × 10-km-Staffel Männer
- Åge Lundström – Reiten (2-1-0)
Antwerpen 1920: Gold, Vielseitigkeit Team
Antwerpen 1920: Silber, Vielseitigkeit Einzel
Paris 1924: Gold, Springreiten Team
- Lars-Eric Lundvall – Eishockey (0-1-0)
Innsbruck 1964: Silber, Männer
- Charles Luther – Leichtathletik (0-1-0)
Stockholm 1912: Silber, 4 × 100-m-Staffel Männer
- Anders Lyrbring – Schwimmen (0-1-0)
Atlanta 1996: Silber, 4 × 200-m-Freistil Männer
- Gösta Löfgren – Fußball (0-0-1)
Helsinki 1952: Bronze, Männer
- Mikael Löfgren – Biathlon (0-0-2)
Albertville 1992: Bronze, 20 km Männer
Albertville 1992: Bronze, 4 × 7,5-km-Staffel Männer
- William Löfqvist – Eishockey (0-0-1)
Lake Placid 1980: Bronze, Männer
- Algot Lönn – Radsport (1-0-0)
Stockholm 1912: Gold, Teamfahren Männer
- Stefan Lövgren – Handball (0-2-0)
Atlanta 1996: Silber, Männer
Sydney 2000: Silber, Männer
- Fredrik Lööf – Segeln (1-0-2)
Sydney 2000: Bronze, Finn-Dinghy Männer
Peking 2008: Bronze, Star Männer
London 2012: Gold, Star Männer